# Hjalmar Frisk
Hjalmar Frisk (Göteborg, 4 d'agost de 1900 – Göteborg, 1 d'agost de 1984) fou un indoeuropeista suec, i rector de la Universitat de Göteborg (1951–1966).
La seva obra més coneguda és el diccionari etimològic del grec, Griechisches etymologisches Wörterbuch, escrit entre 1954 i 1972 i publicat a Heidelberg. També és conegut per la traducció del Periple de la Mar Eritrea, publicada el 1927.
El 1968 va ser nomenat membre de la Reial Acadèmia Sueca de Ciències.

## Obra
- Griechisches Etymologisches Wörterbuch, Heidelberg (3 Volums; 1954–1972
- Studien zur griechischen Wortstellung, 1932, reprint 1981